# Phyllothemis
Phyllothemis är ett släkte av trollsländor. Phyllothemis ingår i familjen segeltrollsländor.
Kladogram enligt Catalogue of Life:
| Phyllothemis | \| \| Phyllothemis eltoni \| \| \| \| \| \| Phyllothemis raymondi \| \| \| \| |
|              | \| \| Phyllothemis eltoni \| \| \| \| \| \| Phyllothemis raymondi \| \| \| \| |
|              | Phyllothemis eltoni                                                           |
|              |                                                                               |
|              | Phyllothemis raymondi                                                         |
|              |                                                                               |